# FBAR-Technologie
Bei der FBAR-Technologie (englisch (Thin) Film Bulk Acoustic Wave Resonator), die von der Firma Agilent Technologies entwickelt wurde, werden Resonator-Elemente auf einem Silizium-Die implementiert.
Die Funktionsweise ist mit der eines Oberflächenwellenfilters (SAW-Filter) vergleichbar, jedoch mit dem Unterschied, dass bei der FBAR-Technik die Ausbreitung der akustischen
Wellen im Substrat („Bulk“) erfolgt.
Diese Technologie hat gegenüber den bisherigen Keramikresonatoren eine kleinere Einfügedämpfung und ein wesentliches Einsparungspotential in der Größe der Bauteile. Des Weiteren können mit dieser Technik Filter für Frequenzen ab ca. 1 GHz realisiert werden.
Aus dieser Technologie gehen die BAW-Filter hervor.